# Ludești
Ludești è un comune della Romania di 5 210 abitanti, ubicato nel distretto di Dâmbovița, nella regione storica della Muntenia.
Il comune è formato dall'unione di 6 villaggi: Ludești, Miloșari, Potocelu, Scheiu de Jos, Scheiu de Sus, Telești.